# William Jewell (cầu thủ bóng đá)
William Jewell (sinh năm 1884) là một cầu thủ bóng đá chuyên nghiệp người Anh thi đấu ở vị trí tiền vệ cánh.